# Raha Moharrak
Raha Moharrak (* 25. ledna 1986, Džidda, Saúdská Arábie) je nejmladší Arabka a první saúdská žena, která zdolala Mount Everest. Předtím vystoupila také na Kilimandžáro, Mount Vinson, Elbrus, Aconcaguu, Kala Pattar, Pico de Orizaba a Iztaccíhuatl.

## Život
Moharrak se narodila jako nejmladší ze tří dětí v saúdskoarabské Džiddě Vystudovala vizuální komunikaci na Americké univerzitě v Sharjah. Žije v Dubaji, kde je grafickou designérkou.
V únoru 2013 dosáhla nejvyššího argentinského vrcholu Aconcagua.

### Mount Everest
Při dosažení vrcholu Mount Everestu dne 18. května 2013 z nepálské strany hory byla v týmu 34 dalších horolezců a 29 průvodců. Její čtyřčlenný expediční tým Arabs with Altitude zahrnoval prvního Katařana Mohameda Al Thaniho z katarské královské rodiny a prvního Palestince Raeda Zidana.
Když mluvila o svém úspěchu, řekla: „Opravdu mě nezajímá, že jsem první, pokud to někoho jiného neinspiruje, aby byl druhý.“

### Koruna planety
V roce 2017 Moharrak zdolala tzv. Korunu planety, a stala se tak první saúdskou ženou, které se to podařilo.